# Valeri Pidlujnî
Valeri Pidlujnî, scris și Podlujnî, (în ucraineană Валерій Підлужний, în rusă Валерий Подлужный; n. 22 august 1952, Stalino, RSS Ucraineană, URSS – d. 4 octombrie 2021, Brovarî, Regiunea Kiev, Ucraina) a fost un atlet ucrainean ce a reprezentat Uniunea Sovietică, medaliat olimpic. A participat la 3 ediții ale Jocurilor Olimpice (1972, 1976, 1980) în care a câștigat o medalie de bronz în proba de săritură în lungime.

## Palmares
| An   | Competiție                      | Locație                    | Loc | Eveniment  | Note    |
| ---- | ------------------------------- | -------------------------- | --- | ---------- | ------- |
| 1970 | Campionatul European de Juniori | Paris, Franța              | 1   | lungime    | 7,87 m  |
| 1970 | Campionatul European de Juniori | Paris, Franța              | 1   | triplusalt | 16,25 m |
| 1970 | Campionatul European de Juniori | Paris, Franța              | 1   | 4x100 m    | 40,18 s |
| 1971 | Campionatul European în sală    | Sofia, Bulgaria            | 11  | lungime    | 7,54 m  |
| 1971 | Campionatul European            | Helsinki, Finlanda         | 10  | lungime    | 7,68 m  |
| 1972 | Jocurile Olimpice               | München, Germania de Vest  | 9   | lungime    | 7,72 m  |
| 1973 | Universiada                     | Moscova, Uniunea Sovietică | 1   | lungime    | 8,15 m  |
| 1973 | Cupa Europei                    | Edinburgh, Marea Britanie  | 1   | lungime    | 8,20 m  |
| 1974 | Campionatul European în sală    | Göteborg, Suedia           | 4   | lungime    | 7,97 m  |
| 1974 | Campionatul European            | Roma, Italia               | 1   | lungime    | 8,12 m  |
| 1975 | Cupa Europei                    | Nisa, Franța               | 2   | lungime    | 7,92 m  |
| 1976 | Campionatul European în sală    | München, Germania de Vest  | 2   | lungime    | 7,79 m  |
| 1976 | Jocurile Olimpice               | Montréal, Canada           | 7   | lungime    | 7,88 m  |
| 1977 | Cupa Europei                    | Helsinki, Finlanda         | 2   | lungime    | 7,94 m  |
| 1978 | Campionatul European            | Praga, Cehoslovacia        | 6   | lungime    | 7,89 m  |
| 1979 | Campionatul European în sală    | Viena, Austria             | 2   | lungime    | 7,86 m  |
| 1979 | Cupa Europei                    | Torino, Italia             | 3   | lungime    | 7,95 m  |
| 1979 | Cupa Mondială                   | Montréal, Canada           | 4   | lungime    | 7,88 m  |
| 1979 | Cupa Mondială                   | Montréal, Canada           | 6   | 4x100 m    | 39,52 s |
| 1979 | Universiada                     | Ciudad de México, Mexic    | 1   | lungime    | 8,16 m  |
| 1980 | Jocurile Olimpice               | Moscova, Uniunea Sovietică | 3   | lungime    | 8,18 m  |